# Ghislain Lemaire
Ghislain Lemaire (ur. 7 sierpnia 1972) – francuski judoka. Olimpijczyk z Aten 2004, gdzie zajął siódme miejsce w wadze półciężkiej.
Wicemistrz świata w 2003; trzeci w 1997; piąty w 2001; uczestnik zawodów w 2005. Trzykrotny medalista w zawodach drużynowych. Startował w Pucharze Świata w latach 1991-1993, 1995-2001 i 2004-2006. Zdobył cztery medale na mistrzostwach Europy w latach 1996 - 2004, a także cztery medale w zawodach drużynowych. Wygrał igrzyska śródziemnomorskie w 2005 roku.

## Letnie Igrzyska Olimpijskie 2004
| Konkurencja | Eliminacje               | Eliminacje               | Eliminacje             | Repasaże                  | Repasaże              | Klas. końcowa |
| Konkurencja | Przeciwnik I             | Przeciwnik II            | 1/4                    | Przeciwnik I              | Przeciwnik II         | Miejsce       |
| ----------- | ------------------------ | ------------------------ | ---------------------- | ------------------------- | --------------------- | ------------- |
| 100 kg      | Zoltán Pálkovács (SVK) Z | Dmitrij Maksimow (RUS) Z | Michael Jurack (GER) P | Oreidis Despaigne (CUB) Z | Ari’el Ze’ewi (ISR) P | 7.            |